# Yui Shop
Yui Shop è un manga a colori di genere yuri con elementi hentai, scritto e disegnato da Toshiki Yui, pubblicato in Giappone dal 1999 al 2003 in quattro volumi di formato A4, di cui i primi due usciti anche in edizione italiana. In Giappone il manga è stato inoltre ripubblicato dal 2003 al 2004 in due volumi di formato B6 con il titolo Yui Shop mini.

## Trama
Diverse ragazze disinibite e prosperose si mostrano in atteggiamenti erotici, talvolta sadomaso, mentre interagiscono e dialogano fra di loro, con un fotografo o con altri personaggi, oppure rivolgendosi direttamente al lettore.

## Volumi
| Nº | Titolo italiano Giapponese 「Kanji」 - Rōmaji | Data di prima pubblicazione             | Data di prima pubblicazione |
| Nº | Titolo italiano Giapponese 「Kanji」 - Rōmaji | Giapponese                              | Italiano                    |
| 1  | Yui Shop 「YUI SHOP １」                      | 6 novembre 1999 ISBN 978-4-06-334245-1  | 1º giugno 2000              |
| 2  | Yui Shop 2 「YUI SHOP ２」                    | 22 dicembre 2000 ISBN 978-4-06-334372-4 | 1º settembre 2001           |
| 3  | 「YUI SHOP ３」                               | 24 dicembre 2002 ISBN 978-4-06-334656-5 |                             |
| 4  | 「YUI SHOP ４」                               | 5 dicembre 2003 ISBN 978-4-06-334812-5  |                             |

| Nº | Giapponese 「Kanji」 - Rōmaji             | Data di prima pubblicazione            | Data di prima pubblicazione |
| Nº | Giapponese 「Kanji」 - Rōmaji             | Giapponese                             |                             |
| 1  | 「YUI SHOP mini 黒」 - Yui Shop mini kuro | 6 novembre 2003 ISBN 978-4-06-334802-6 |                             |
| 2  | 「YUI SHOP mini 赤」 - Yui Shop mini aka  | 6 agosto 2004 ISBN 978-4-06-334902-3   |                             |